# Anton Faber

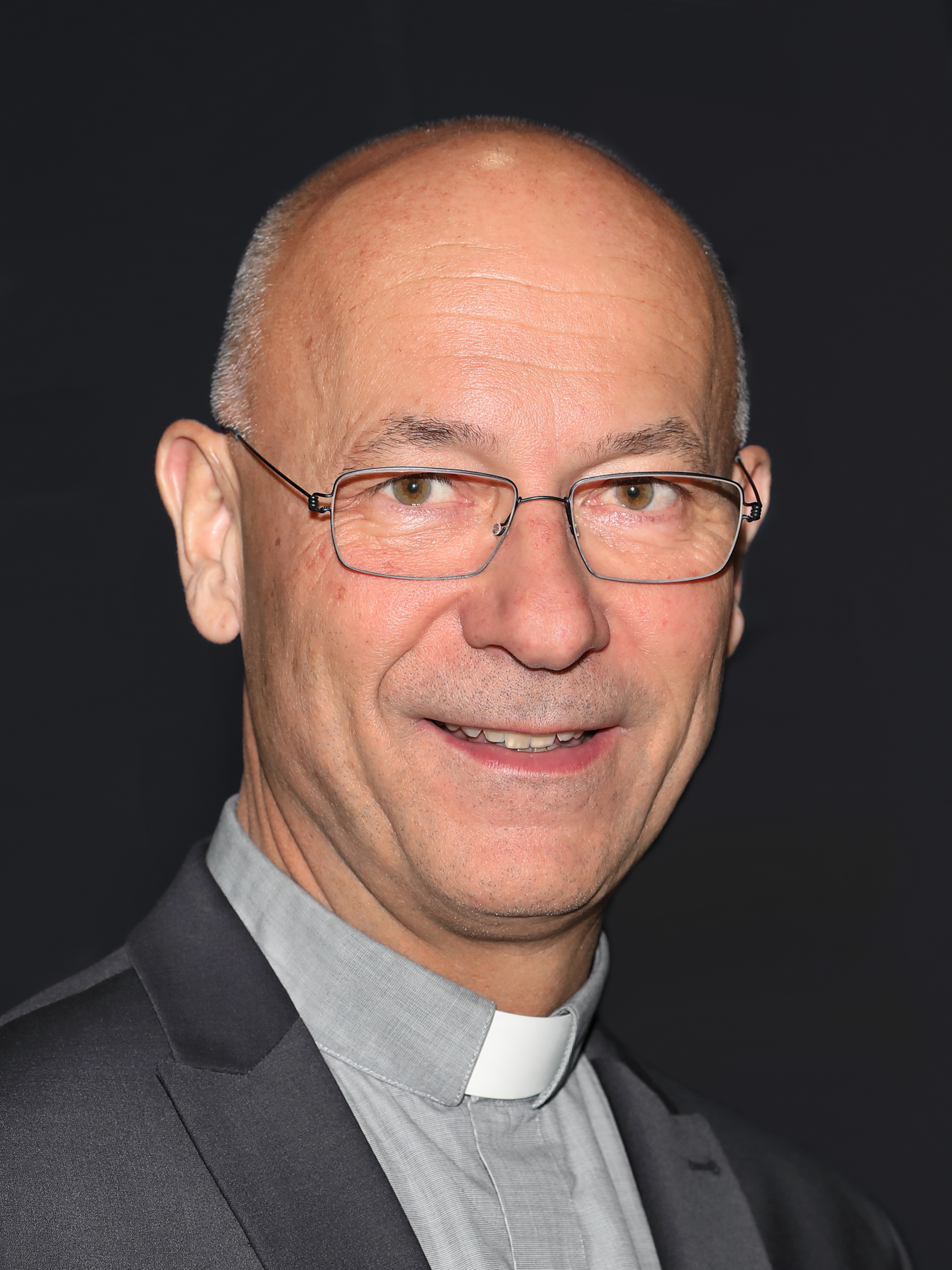
Anton Faber (2023)

Anton „Toni“ Faber (* 18. März 1962 in Wien) ist ein österreichischer römisch-katholischer Priester, Dechant sowie Domkapitular und Dompfarrer des Wiener Stephansdoms.

## Leben und Wirken
Faber wuchs in Rodaun, einem Stadtteil im 23. Wiener Gemeindebezirk Liesing, mit drei Geschwistern in einem Gemeindebau auf. In einfachen Verhältnissen lebend, übernahm seine Mutter als Alleinerzieherin die Betreuung der Kinder, nachdem sich der Vater 1970 von ihr scheiden und der Familie keine weitere finanzielle Unterstützung zukommen hatte lassen. In seiner Kinder- und Jugendzeit war Faber Ministrant. Als er 1979 mit einem drohenden Nierenversagen konfrontiert wurde, entschloss sich der 17-Jährige, ein anspruchsloses Leben zu führen und sein Leben Gott zu weihen.
Er trat nach dem Gymnasium in das Wiener Priesterseminar ein und absolvierte ein Theologiestudium. In seiner 1987 verfassten Diplomarbeit analysierte Faber die Lehrbeanstandung innerhalb der katholischen Kirche sowie die Prüfung von Lehrfragen der Kongregation für die Glaubenslehre. 1988 wurde er zum Priester geweiht und 1989 mit dem Amt des erzbischöflichen Zeremoniärs beauftragt, zunächst bei Kardinal Hans Hermann Groër und ab 1995 bei Erzbischof Christoph Schönborn. 1997 wurde er zum Dompfarrer des Stephansdoms und zum Dechanten des ersten Bezirks ernannt. Im November 2000 folgte die Aufnahme zum Domkapitular, 2018 die Investitur als Geistlicher Rat in den elitären St.-Georgs-Orden der Familie Habsburg-Lothringen.

## Aktionismus und Kontroversen
Als Dompfarrer setzte Faber den Stephansdom wiederholt mit künstlerischen Installationen in Szene. 2020 erregten ein überdimensionaler violetter Pullover, das Fastentuch von Erwin Wurm sowie die beleuchtete Himmelsleiter von Billi Thanner mediale Aufmerksamkeit.
Im August 2021, während der COVID-19-Pandemie in Österreich, weihten Kardinal Schönborn, der Wiener Bürgermeister Michael Ludwig und Faber in der Barbara-Kapelle des Stephansdoms eine Impfstraße ein, die innerkirchlich zum Teil umstritten war und als Verletzung der Sakralität des Gotteshauses empfunden wurde.
2024 betraute Faber den Reiz-Künstler Gottfried Helnwein mit der Gestaltung eines Fastentuchs. Helnweins Installation von zwei Totenköpfen und eine auf den Kopf gestellte Darstellung des Turiner Grabtuchs sorgten wiederum für eine breite Berichterstattung und Proteste der Gläubigen, die zum Teil eine Verbindung zum Satanismus gegeben sahen. Als ihm 2024 der Vienna Art Award (Sonderpreis für Kunstvermittlung) verliehen wurde, erklärten die Zuständigen, Faber sei „für seine Funktion als Botschafter der Kunst im Wiener Stephansdom“ besonders auszuzeichnen.

## Opposition zum Vatikan
Faber widersprach der Glaubenskongregation des Vatikans in Interviews mit weltlichen Medien im März 2021 und beteuerte, weiterhin homosexuelle Paare in seinem Amt als Wiener Dompfarrer segnen zu wollen.
Im Dezember 2021 bezeichnete Faber in einem Podcastinterview der Tageszeitung Der Standard die Zölibatsverpflichtung als „dehnbaren und interpretierbaren Begriff“.
Im Anschluss an die Publikation von Fiducia supplicans wurde Faber 2023 im Interview mit der Kronen Zeitung als „Pionier der Homosexuellen-Segnung“ bezeichnet. Im Gespräch zeigte er sich verständnislos für die katholische Lehrauffassung seines Vorgesetzten, Kardinal Schönborn, die er als „veraltetes Verbot“ deklarierte.
Im September 2024 forderte Faber im Interview mit dem Kurier „weibliche Priester, die Abschaffung des Pflicht-Zölibats und die Segnung homosexueller Paare“.

## Medienberichte über persönliches Verhalten
Im Juni 2009 wurde Faber wegen Alkohols am Steuer der Führerschein entzogen; wenige Monate danach, am 16. Februar 2010, machte er Witze darüber in einer Veranstaltung der Österreichischen Marketing-Gesellschaft, die dem Thema „Kirche, Musik und Wein“ gewidmet war. Die Einladung versprach Fabers „humorvolle Einblicke in die Entwicklung der Dompfarre St. Stephan“. Darüber berichtete Der Standard.
2014 häuften sich kritische Stimmen bezüglich Fabers exponierter Dienstwohnung im Dachgeschoß des Curhauses, die er in medial aufbereiteten Interviews präsentierte. Die Wiener Erzdiözese reagierte mit einer Klarstellung, worin die 2007 bewerkstelligte Generalsanierung des Curhauses mit der Wohnsituation Fabers in Verbindung gebracht wurde.
Der ORF beschrieb Faber in einer Überschrift als „Societylöwen“. Seine vielen Auftritte in der Wiener High Society bezeichnete er im Interview allerdings als Arbeit.
Im Mai 2021 berichtete Der Standard wiederum über Fabers üppige Essensgewohnheiten. „Mein Kühlschrank ist in der Regel aber nur mit Wein gefüllt“, beteuerte er und ergänzte: „Supermärkte kenne ich nur vom Segnen, nicht vom Einkaufen. Ich wüsste nicht mal, wo ich dort Milch oder Butter finde.“
Im Dezember 2021 kritisierte der Wiener Dogmatiker Jan-Heiner Tück ein Oe24-Fernsehinterview Fabers, in dem er kundtat, für die Ausgangsbeschränkungen ungeimpfter Menschen kein Mitleid zu empfinden. Im selben Medienformat sprach sich Faber im November 2020 gegen einen „Lockdown der Herzen“ aus.

## Auszeichnungen und Mitgliedschaften
- 2007: Großes Ehrenzeichen für Verdienste um die Republik Österreich[7]
- 2018: Geistlicher Rat des St.-Georgs-Ordens[47][9]
- 2024: Goldenes Ehrenzeichen für Verdienste um das Land Wien[48]

## Publikationen
- Lehrbeanstandung in der katholischen Kirche. Unter besonderer Berücksichtigung der Neuen Verfahrensordnung zur Prüfung von Lehrfragen der Kongregation für die Glaubenslehre. Universität Wien, Diplomarbeit, Wien 1987.
- „Der Mensch nämlich ist das Ziel der gesamten Schöpfung“ (Thomas von Aquin, S.c.G. 3,22). In: Helmut Wohnout, Andreas Pacher (Hrsg.): Sapientia, Temperantia, Fortitvdo, Ivstitia. Festschrift für Wolfgang Johannes Bandion. Böhlau Verlag, Wien/Köln/Weimar 2020, ISBN 978-3-205-21063-4, S. 28 ff.
- mit  Joachim Werz (Hrsg.): Zwischen Himmel und Erde. Die Himmelsleiter von Billi Thanner. Verlag Schnell + Steiner, Regensburg 2022, ISBN 978-3-7954-3732-9.
- mit Danielle Spera: Wie ein jüngerer Bruder. Ein Gespräch über Judentum und Christentum. Amalthea Signum Verlag, Wien 2023, ISBN 978-3-99050-261-7.